# Часва
Часва (Клаква) (*бірм. ကျစွာ; 4 травня 1198 —1251) — 9-й володар Паганського царства у 1235—1251 роках.

## Життєпис
Син Хтіломінло. Народився 1198 року в м. Паган. Здобув ґрунтовну буддистську освіту, складав вірші, які присвячував придворним паням. У 1210-х роках був втягнутий до повстання проти свого батька стрийками Пьмкхі та Оінгаїканом, але їх швидко було подолано. Лише Часву з усіх помилувано. Після цього він не обіймав жодних посад.
1135 року помирає його старший брат Наратейнга Узана, а невдовзі помер й батько. В результаті Часва став новим правителем Паганського царства, прийнявши тронне ім'я Шрі Трібхуванадіт'я Паварапандіта Дхаммараджа.
Стикнувся з гострою фінансовою кризою, значні ознаки якої вже спостерігалися за попередника. Причиною стали великі земельні пожалування монастирям, що не сплачували податки. Державна скарбниця була настільки виснажена, що Часва мав проблеми з будівництвом власного храму. Намагався вирішити проблему, відібравши частину релігійних земель у ченців, які мешкали в лісах, та в офіційної сангхи. Водночас перестав надавати пожертви монастирям. Його дії відображені у кількох написах, що оповідають про судові процеси, які вів проти монастирів, користуючись спірністю документів на володіння тими чи іншими землями. Проте спроби відторгнення цих земель викликали різку протидію сангхи та частини знаті. Усі написи розповідають проте, що володар ці позови програвав і змушені були повернути відібрані землі монастирям.
Розчарований, передав управління державою своєму синові Узані та його намісникам, витрачав свій час на складання релігійних писань і надаючи підтримку тхеравадським сектам. Лісові ченці вже не боялися його влади. Присвятив себе науці та просуванню законів дхарми. На відміну від попередників не вдавався до примусової праці для будівництва свого храму. Його храм — П'ятхада — в Пагані набагато менший за храми перших паганських володарів. У 1249 році він видав низку указів (мали бути висічені на камені в кожному рва (селі) з кількістю понад 50 будинків), спрямовані проти «розбійників та бандитів». На цей час виявлено 11 таких написів. Сам розмах цієї акції свідчить про те, що розбій у Пагані досяг дуже небезпечних масштабів і цар вже не міг забезпечити мир колишніми діями або окремими каральними акціями.
Помер 1251 року. Йому спадкував Узана.